# Heinz Vegh
Heinz W. Vegh (* 1. Mai 1940 in Meiningen; lebt seit 1941 im Burgenland) ist ein österreichischer Schriftsteller, Satiriker und Journalist, Autor von Drehbüchern, Sketches, Stücken, Hörspielen und Romanen.

## Leben
Vegh hat als Drehbuchautor zahlreiche Fernsehspiele veröffentlicht, die sowohl im In- wie auch im Ausland ausgestrahlt wurden. Unter anderem veröffentlichte er eine 63-teilige Sketch-Serie im privaten Fernsehen. Dazu Theaterstücke, Hörspiele und Romane. Im bürgerlichen Leben leitete er über 30 Jahre lang die Öffentlichkeitsarbeit der Burgenländischen Elektrizitätswirtschafts-AG (BEWAG).

## Werke

### Bücher
- Allzeit bereit. Roman, edition rötzer. 1977
- Liebe, Energie und Visionen. Sachbuch. Kenad&Danek. 2008, ISBN 3-901783-16-4
- Shopping Town 66. Roman, Hora Verlag/Edition Marlit. 2011, ISBN 978-3-213-00089-0
- Onkel Kim und die High Heels, Verlag Edition Merlit, 2022, ISBN 978-3902931160

### Stücke
- Die nächste Krise kommt bestimmt. Satire. Theater im Burgenland. Intendant Gerhard Tötschinger. Regie: Wolfgang Schrötter. 1973
- Die amerikanische Witwe. Satire. Produktion der Burgenländischen Kulturzentren. Regie: Conny Hannes Meyer. 1992

### Hörspiele
- Die Niederlage. ORF. Regie: Günter Unger. 1973
- Charly. ORF. Regie: Günter Unger. 1974
- Häschen in der Grube. ORF. Regie: Götz Fritsch. 1981
- Die Ungarn kommen. ORF. Regie: Hans Rochelt. 1989

### TV-Filme / Drehbuch
- Spätlese („Geschichten aus Österreich“). ORF. Regie: Götz Fritsch. 1975
- Die Bräute des Kurt Roidl. ZDF/ORF. Regie: Gernot Friedl. 1978
- Happy End. ORF. Regie: Susanne Zanke. 1980
- Was Flügel hat fliegt. ORF. TV-Serie „Familie Strangmüller“. Regie: Susanne Zanke. 1982
- Eis vom Italiener. ORF. TV-Serie „Familie Strangmüller“. Regie: Susanne Zanke. 1983
- Die Melkkuh. ORF. TV-Serie „Familie Strangmüller“. Regie: Alois Hawlik. 1985
- Wie treu sind deine Blätter. ORF. TV-Serie „Familie Strangmüller“. Regie: Alois Hawlik. 1985
- Ein Portrait von Mario. ORF. 5. Folge. Regie: Herbert Fuchs. 1986
- Nägel mit Köpf. BKF; 63-teilige Sketch-Serie; Regie: Georg Gesellmann; 2000/2001

## Preise und Auszeichnungen
- Dramatiker-Stipendium des Bundesministeriums für Unterricht und Kunst. 1979
- Förderungspreis des Bundesministeriums für Unterricht und Kunst; für Fernsehspiele. 1979
- Förderungspreis für Literatur der Burgenlandstiftung Theodor Kery.
- Erster Preis beim ORF-Autorenwettbewerb, Sparte: TV-Serien. 1990
- Kulturpreis des Landes Burgenland für Literatur, 2001